# Enda Stevens
Enda John Stevens, né le 9 juillet 1990 à Dublin, est un footballeur international irlandais qui joue au poste de défenseur.

## Biographie

### Des débuts en Irlande
Enda Stevens nait à Dublin le 9 juillet 1990. Comme beaucoup de jeunes irlandais, le premier sport qu'il pratique est le football gaélique. Ses parents l'inscrivent au St James Gaels GAA un club du sud-ouest de Dublin. Il se lance ensuite dans le football au club de Cherry Orchard. Il pratique ces deux sports simultanément jusqu'à l'âge de 16 ans.
Après un passage par les équipes de jeunes du Cherry Orchard, Enda Stevens signe un premier contrat avec UCD. Il est libéré de celui-ci au terme de la première année. Après des essais avec les clubs professionnels anglais de Nottingham Forest, Hull City, Stockport County ou Yeovil Town, Stevens signe comme professionnel dans le club dublinois de St. Patrick's Athletic FC. C'est un choix personnel de son manager Jeff Kenna qui en fait une de ses premières signature. Il joue alors alternativement arrière central et arrière gauche. Sa première apparition dans l'équipe se déroule en mars 2009 à l'occasion d'un match contre Cork City FC à Turners Cross. Il s'impose rapidement au poste d'arrière gauche. Il se distingue tout particulièrement lors de la campagne européenne de St Pat's : le club passe deux tours de qualifications en Ligue Europa, battant au passage les Russes du Krylia Sovetov Samara avant de se faire éliminer en barrages par les Roumains du Steaua Bucarest.
Stevens signe ensuite aux Shamrock Rovers en décembre 2008. Il arrive dans une équipe qui domine le championnat. Lors de la première saison, les Shamrock Rovers remportent le titre de champion d'Irlande lors de la dernière journée. Stevens s'affirme lui comme titulaire au poste d'arrière gauche. Lors de la deuxième saison, le club remporte un deuxième titre d'affilée. Les Hoops remportent aussi la Setanta Cup. Ils disputent aussi la Ligue des champions puis sont reversés en Ligue Europa où ils réussissent l'exploit de se qualifier pour la phase de groupe. Les Shamrock Rovers sont d'ailleurs la première équipe irlandaise de l'histoire à se qualifier pour une phase de groupe d'une compétition européenne. Stevens dispute un total de 19 rencontres européennes en deux saisons. Au terme de la saison 2011, il est élu meilleur jeune joueur du championnat

### Vers l'Angleterre
Le 31 août 2011 le club anglais d'Aston Villa par la voix de son manager Alex McLeish annonce le recrutement d'Enda Stevens avec un contrat courant sur trois saisons. Ce contrat est annoncé comme effectif à partir de janvier 2012 afin de laisse le joueur à la disposition des Rovers pour la phase de groupe de la Ligue Europa. La signature officielle du contrat a lieu le 3 janvier 2012.
Stevens passe l'essentiel de ses cinq premiers mois à Aston Villa dans l'équipe réserve. Il fait ses débuts avec la réserve lors d'un match de pré-saison contre Burton Albion le 14 juillet 2012. Il faut attendre novembre 2012 pour qu'ils apparaissent enfin en championnat avec l'équipe première d'Aston Villa. Malgré quelques apparitions comme titulaire, il n'arrive pas à s'imposer. Commence alors une série de prêt plus ou moins longs à Notts County, Doncaster Rovers et Northampton Town. C'est Doncaster qui est le plus séduit par le joueur au point d'en demander un deuxième prêt. Il y joue une bonne partie de la saison 2014-2015 et y dispute 28 matchs de championnat, sa plus grande régularité depuis son départ des Shamrock Rovers. Cette réussite en League One attire l'attention du Portsmouth Football Club qui entame les démarches pour le recruter. C'est chose faite le {{date[15 juin 2015}} avec à la clé un contrat de deux ans. Enda Stevens marque son premier but le 26 décembre 2022. Dès sa première saison à Portsmouth, Stevens s'impose comme un élément clé de l'effectif et comme une valeur sûre parmi tous les défenseurs de quatrième division. Il joue 53 rencontres cette saison-là toutes compétitions confondues et Portsmouth, dirigé par Paul Cook, termine à la 6e place de League Two.
La seconde saison est encore meilleure. Stevens est choisi pour figurer dans l'équipe type de la quatrième division. Il participe activement à la montée en troisième division avec un but et sept passes décisives.

### Sheffield United
Enda Stevens s'engage avec le Sheffield United Football Club en mai 2017. Il intègre immédiatement l'équipe première comme titulaire et joue lors des deux premières saisons plus de 90 rencontres avec le club. Sheffield United termine la saison 2018-2019 à la deuxième place et gagne ainsi sa promotion directe pour la première division anglaise. Stevens s'installe durablement pour la première fois dans une équipe qui dispute la première division. En mars 2020 il signe une prolongation de contrat jusqu'en 2023.

### Carrière en sélection
Alors qu'Enda Stevens reçoit trois sélections avec les espoirs irlandais en 2011, il faut attendre 2018 pour qu'il attire de nouveau les regards des sélectionneurs irlandais. Sa réussite dans les rangs de Sheffield United, gage d'une maturité et d'un gain d'expérience au plus haut niveau, change la donne. Il est âgé de 27 ans et 10 mois lorsque Martin O'Neill lui donne sa première sélection en équipe d'Irlande. Il entre en jeu lors d'une rencontre amicale contre les États-Unis le 2 juin 2018 en remplacement de Shane Duffy.
A partir de cette sélection, il ne quitte quasiment plus le groupe de l'équipe nationale, même après les changements de sélectionneurs. Mick McCarthy puis Stephen Kenny gardent confiance en ses capacités. De 2018 à juin 2022 il accumule 25 sélections.

## Éléments statistiques
| Saison                | Club                      | Championnat           | Championnat | Championnat | Coupe(s) nationale(s) | Coupe(s) nationale(s) | Compétition(s) continentale(s) | Compétition(s) continentale(s) | Compétition(s) continentale(s) | République d'Irlande | République d'Irlande | Total | Total |
| Saison                | Club                      | Division              | M.          | B.          | M.                    | B.                    | Comp.                          | M.                             | B.                             | M.                   | B.                   | M.    | B.    |
| 2008                  | UC Dublin                 | Premier Div.          | 2           | 0           | -                     | -                     | -                              | -                              | -                              | -                    | -                    | 2     | 0     |
| 2009                  | St. Patrick's Athletic FC | Premier Div.          | 30          | 0           | 6                     | 0                     | C3                             | 6                              | 0                              | -                    | -                    | 42    | 0     |
| 2010                  | Shamrock Rovers           | Premier Div.          | 18          | 0           | 4                     | 0                     | C3                             | 3                              | 0                              | -                    | -                    | 25    | 0     |
| 2011                  | Shamrock Rovers           | Premier Div.          | 28          | 0           | 1                     | 0                     | C1+C3                          | 16                             | 0                              | -                    | -                    | 45    | 0     |
| Sous-total            | Sous-total                | Sous-total            | 46          | 0           | 5                     | 0                     | -                              | 19                             | 0                              | 0                    | 0                    | 70    | 0     |
| 2011-2012             | Aston Villa FC            | Premier League        | -           | -           | -                     | -                     | -                              | -                              | -                              | -                    | -                    | 0     | 0     |
| 2012-2013             | Aston Villa FC            | Premier League        | 7           | 0           | 2                     | 0                     | -                              | -                              | -                              | -                    | -                    | 9     | 0     |
| 2013-2014             | Aston Villa FC            | Premier League        | -           | -           | -                     | -                     | -                              | -                              | -                              | -                    | -                    | 0     | 0     |
| Sous-total            | Sous-total                | Sous-total            | 7           | 0           | 2                     | 0                     | -                              | 0                              | 0                              | 0                    | 0                    | 9     | 0     |
| 2013-2014             | Notts County (prêt)       | League One            | 2           | 0           | 2                     | 0                     | -                              | -                              | -                              | -                    | -                    | 4     | 0     |
| 2013-2014             | Doncaster Rovers (prêt)   | Championship          | 13          | 0           | 1                     | 0                     | -                              | -                              | -                              | -                    | -                    | 14    | 0     |
| 2014-2015             | Doncaster Rovers (prêt)   | League One            | 28          | 1           | 4                     | 0                     | -                              | -                              | -                              | -                    | -                    | 32    | 1     |
| Sous-total            | Sous-total                | Sous-total            | 41          | 1           | 5                     | 0                     | -                              | 0                              | 0                              | 0                    | 0                    | 46    | 1     |
| 2014-2015             | Northampton Town (prêt)   | League Two            | 4           | 1           | 1                     | 0                     | -                              | -                              | -                              | -                    | -                    | 5     | 1     |
| 2015-2016             | Portsmouth FC             | League Two            | 47          | 0           | 6                     | 0                     | -                              | -                              | -                              | -                    | -                    | 53    | 0     |
| 2016-2017             | Portsmouth FC             | League Two            | 45          | 1           | 1                     | 0                     | -                              | -                              | -                              | -                    | -                    | 46    | 1     |
| Sous-total            | Sous-total                | Sous-total            | 92          | 1           | 7                     | 0                     | -                              | 0                              | 0                              | 0                    | 0                    | 99    | 1     |
| 2017-2018             | Sheffield United          | Championship          | 45          | 1           | 2                     | 0                     | -                              | -                              | -                              | 1                    | 0                    | 48    | 1     |
| 2018-2019             | Sheffield United          | Championship          | 45          | 4           | 1                     | 0                     | -                              | -                              | -                              | 9                    | 0                    | 55    | 4     |
| 2019-2020             | Sheffield United          | Premier League        | 38          | 2           | 2                     | 0                     | -                              | -                              | -                              | 4                    | 0                    | 44    | 2     |
| 2020-2021             | Sheffield United          | Premier League        | 30          | 0           | 2                     | 0                     | -                              | -                              | -                              | 7                    | 0                    | 39    | 0     |
| 2021-2022             | Sheffield United          | Championship          | 23          | 1           | 1                     | 1                     | -                              | -                              | -                              | 4                    | 0                    | 28    | 2     |
| 2022-2023             | Sheffield United          | Championship          | 12          | 0           | 1                     | 0                     | -                              | -                              | -                              | -                    | -                    | 13    | 0     |
| Sous-total            | Sous-total                | Sous-total            | 193         | 8           | 9                     | 1                     | -                              | 0                              | 0                              | 25                   | 0                    | 227   | 9     |
| 2023-2024             | Stoke City                | Championship          | 5           | 0           | -                     | -                     | -                              | -                              | -                              | 1                    | 0                    | 6     | 0     |
| Sous-total            | Sous-total                | Sous-total            | 5           | 0           | 0                     | 0                     | -                              | 0                              | 0                              | 1                    | 0                    | 6     | 0     |
| Total sur la carrière | Total sur la carrière     | Total sur la carrière | 422         | 11          | 37                    | 1                     | -                              | 25                             | 0                              | 26                   | 0                    | 510   | 12    |

## Palmarès

### En club
Shamrock Rovers
- Champion d'Irlande en 2010 et 2011.

 Portsmouth FC
- Champion d'Angleterre de D4 en 2017.

 Sheffield United
- Vice-champion d'Angleterre de D2 en 2019 et 2023.

### Distinctions personnelles
- Élu meilleur joueur du championnat d'Irlande en 2011
- Membre de l'équipe-type de D4 anglaise en 2016.